# Phanocles (geslacht)
Phanocles is een geslacht van Phasmatodea uit de familie Diapheromeridae. De wetenschappelijke naam van dit geslacht is voor het eerst geldig gepubliceerd in 1875 door Carl Stål.

## Soorten
Het geslacht Phanocles omvat de volgende soorten:
- Phanocles burkartii (Saussure, 1868)
- Phanocles cassicephalus Conle, Hennemann & Gutiérrez, 2011
- Phanocles colombiae (Hebard, 1919)
- Phanocles costaricensis Hennemann, 2002
- Phanocles decorus Zompro, 2001
- Phanocles dilatipes Conle, Hennemann & Gutiérrez, 2011
- Phanocles intermedius (Carl, 1913)
- Phanocles lobulatus Conle, Hennemann & Gutiérrez, 2011
- Phanocles remphan (Westwood, 1859)
- Phanocles significans (Redtenbacher, 1908)
- Phanocles undulatus Conle, Hennemann & Gutiérrez, 2011
- Phanocles vosseleri (Redtenbacher, 1908)
- Phanocles zehntneri (Redtenbacher, 1908)